# Lamium galeobdolon
Lamium galeobdolon L, cunoscută și sub denumirea populară de urzică moartă-galbenă, este o plantă regăsită de obicei în zona forestieră sau limitrof-forestieră , cu o arie naturală vastă amplasată pe continentul European. Perioada de înflorire este de la mijlocul lunii aprilie-începutul lunii mai până la jumătatea lunii iunie. Planta diseminează cu ușurință așa că a fost folosită și ca specie ornamentală pentru decoratul proprietăților. A fost însă descrisă și ca specie invazivă  în locurile unde planta nu este nativă așa că precauția este necesară atunci când plantarea este efectuată în afara arealului natural.

## Morfologie
Morfologia florii este asimetrică, frunzele sunt opuse și tulpina este tabulară, muchiată tipică familiei Lamiaceae. Este o plantă erbacee perenă, de 20 – 75 cm. înălțime, cu tulpinina de culoare verde închis (în treimea inferioară având uneori culoarea vișiniu-maronie), pubescentă, cu 4  muchii, în partea superioară fiind amplasate majoritatea frunzelor și corola. Frunzele sunt pubescente, au dimensiunea de 4-8cm. și sunt dispuse opus pe tulpină. Pețiolul este de cca. 2-3cm. Prezintă culoarea verde închis (însă, uneori în treimea inferioară ele pot fi și vișiniu-roșcate pe aversul frunzei dar uneori și pe partea superioară), cu margini dințate. Vârful limbului foliar este acut iar baza limbului foliar este cordată până la obtuză. Nervațiunea frunzei este penată. Caliciul prezintă cinci lobi. Corola este de 15-25mm. în lungime, cu flori de culoare galben-sulfuriu, dispuse radiar la subsuoara frunzelor din partea superioară a tulpinii. Petalele sunt bilabiate și fuzionate tubular. Buza superioară are un aspect gulerat, iar buza inferioară prezintă trei lobi de talie similară, cel central fiind  adesea triunghiular și prezentând pete portocalii.Staminele sunt în număr de 4; două mai lungi, două mai scurte. Carpelele sunt fuzionate și fructul este un schizocarp cu patru camere.

## Areal
Această  specie crește prin locurile umbroase ale pădurilor de amestec de foioase și conifere. În România, răspândirea speciei este tipică zonei subalpine, prin Transilvania, Moldova și Muntenia. Județele în care se poate găsi această plantă cu preponderență sunt: Brașov, Neamț, Suceava, Argeș, Prahova și Dâmbovița, deși arealul natural este mult mai vast și deci posibilitatea de observare este foarte mare.

## Subspecii
- Lamium galeobdolon subsp. argentatum
- Lamium galeobdolon subsp. endtmanii
- Lamium galeobdolon subsp. flavidum
- Lamium galeobdolon subsp. galeobdolon
- Lamium galeobdolon subsp. montanum

## Galerie

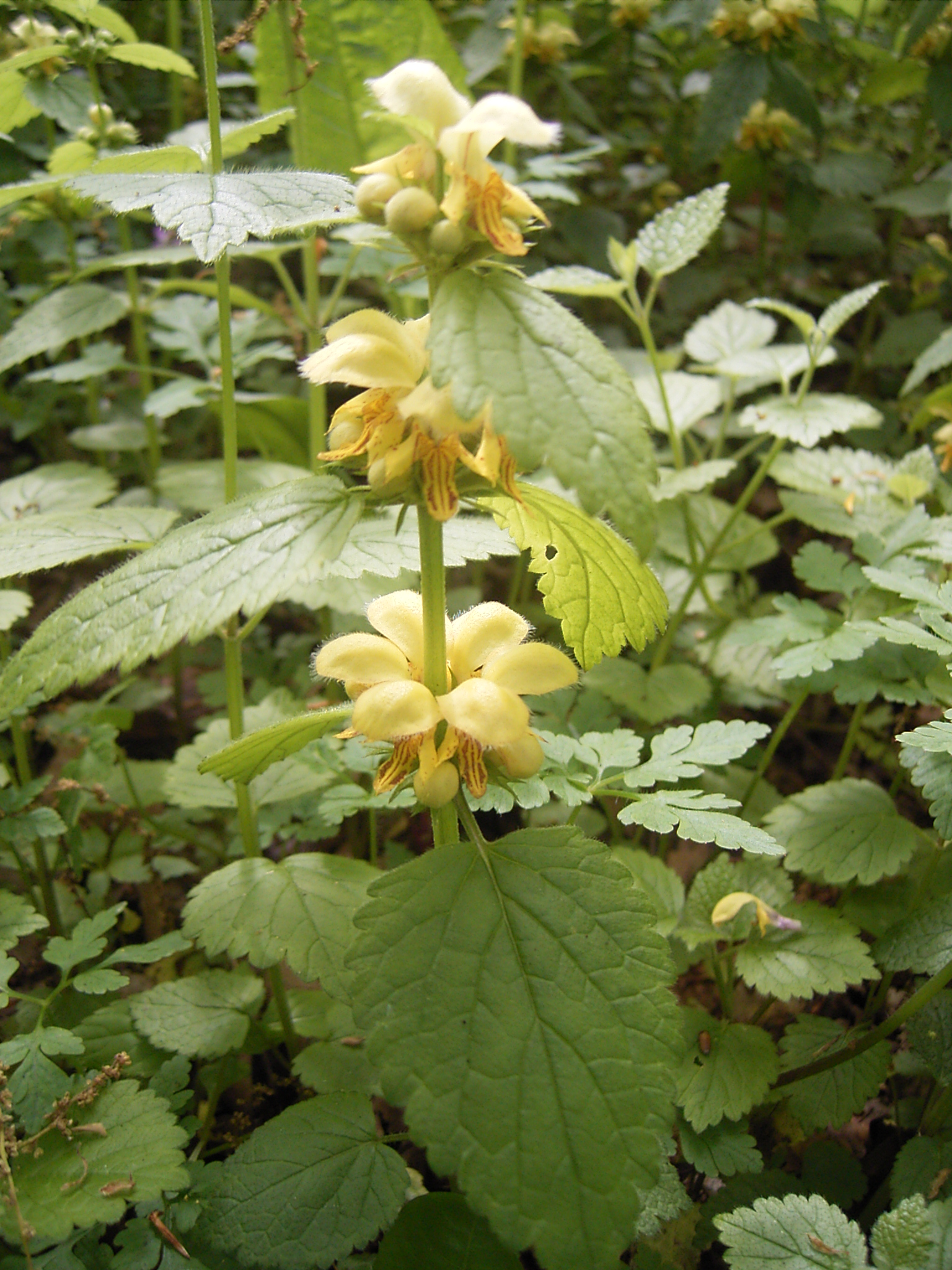
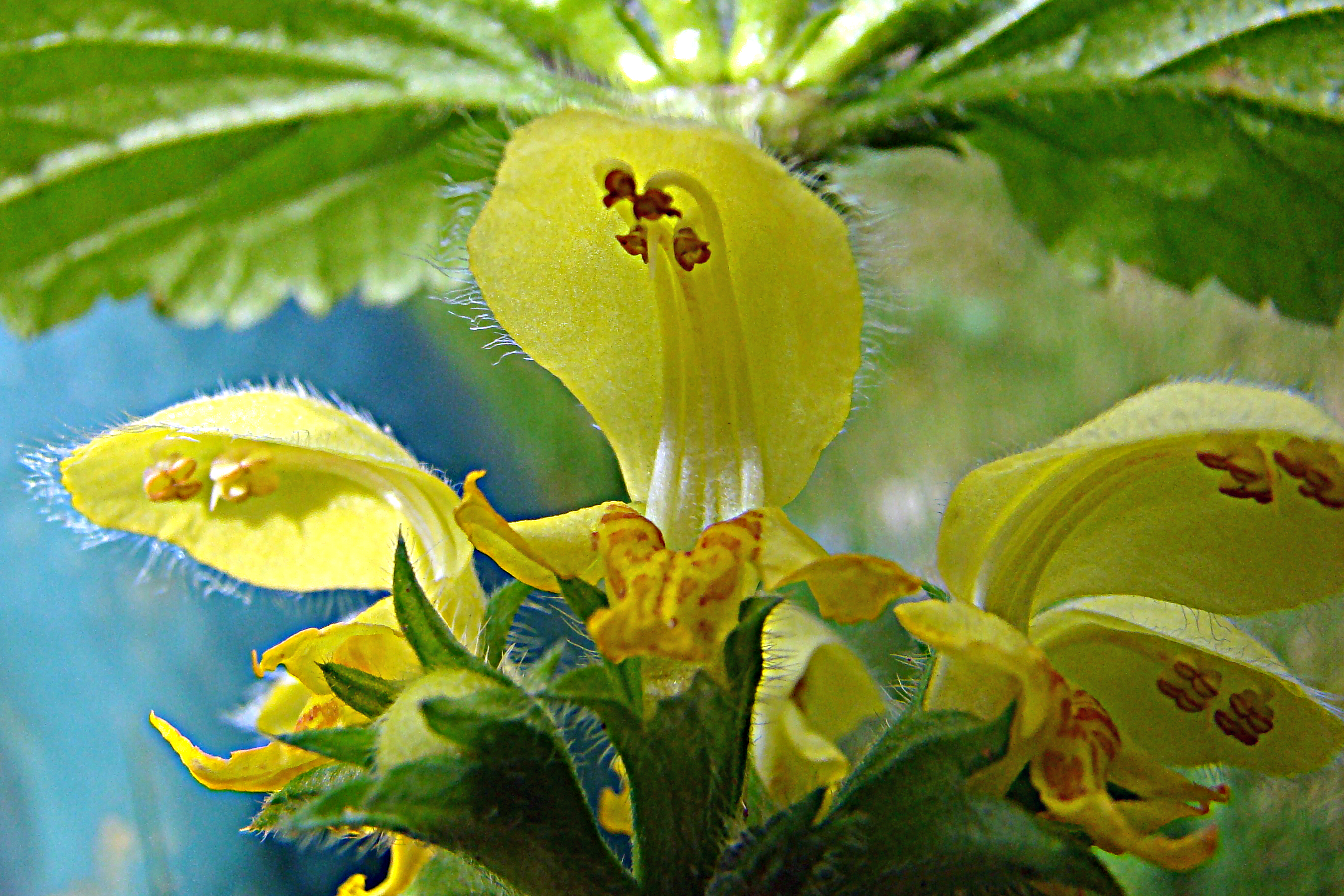
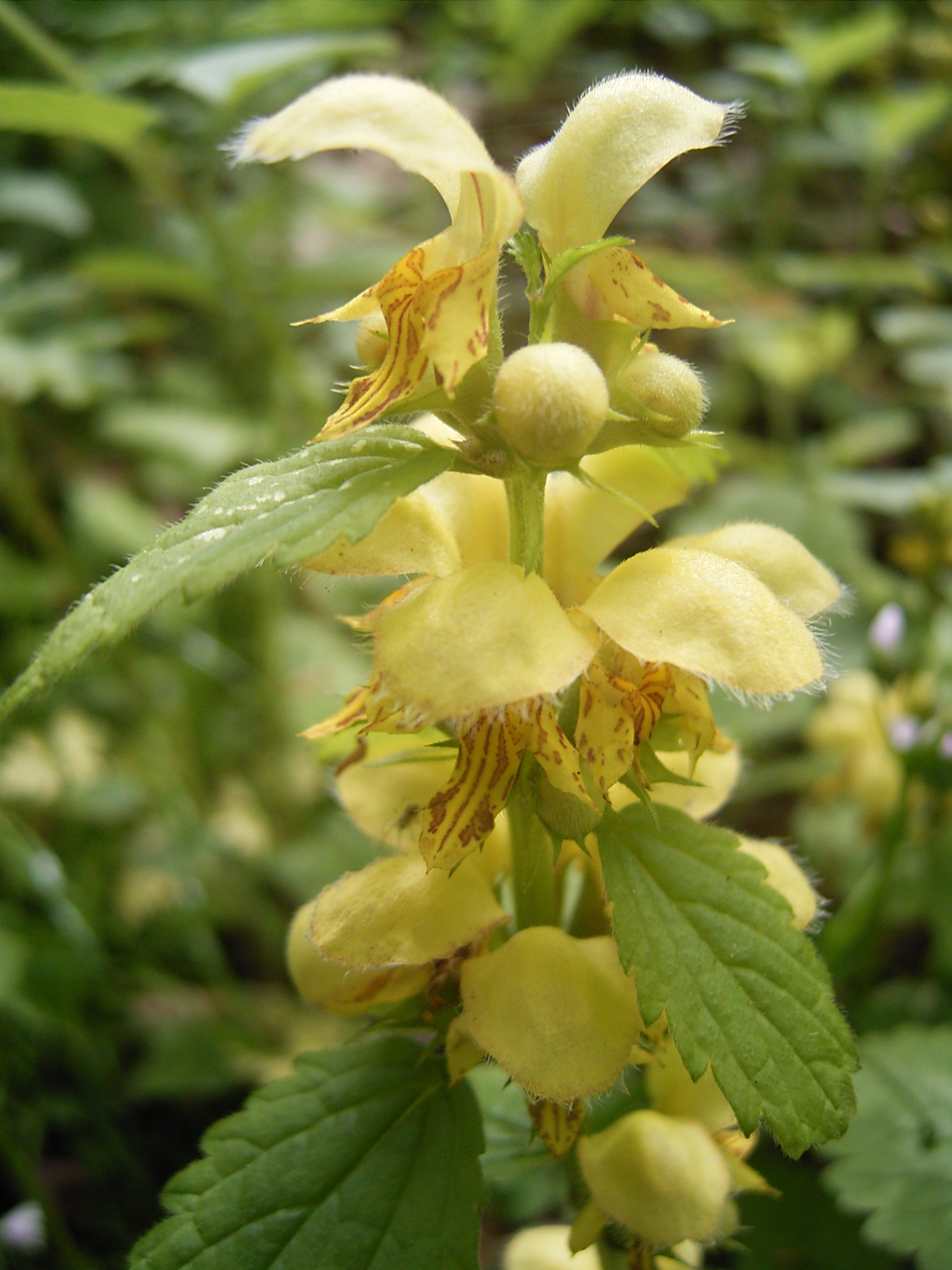
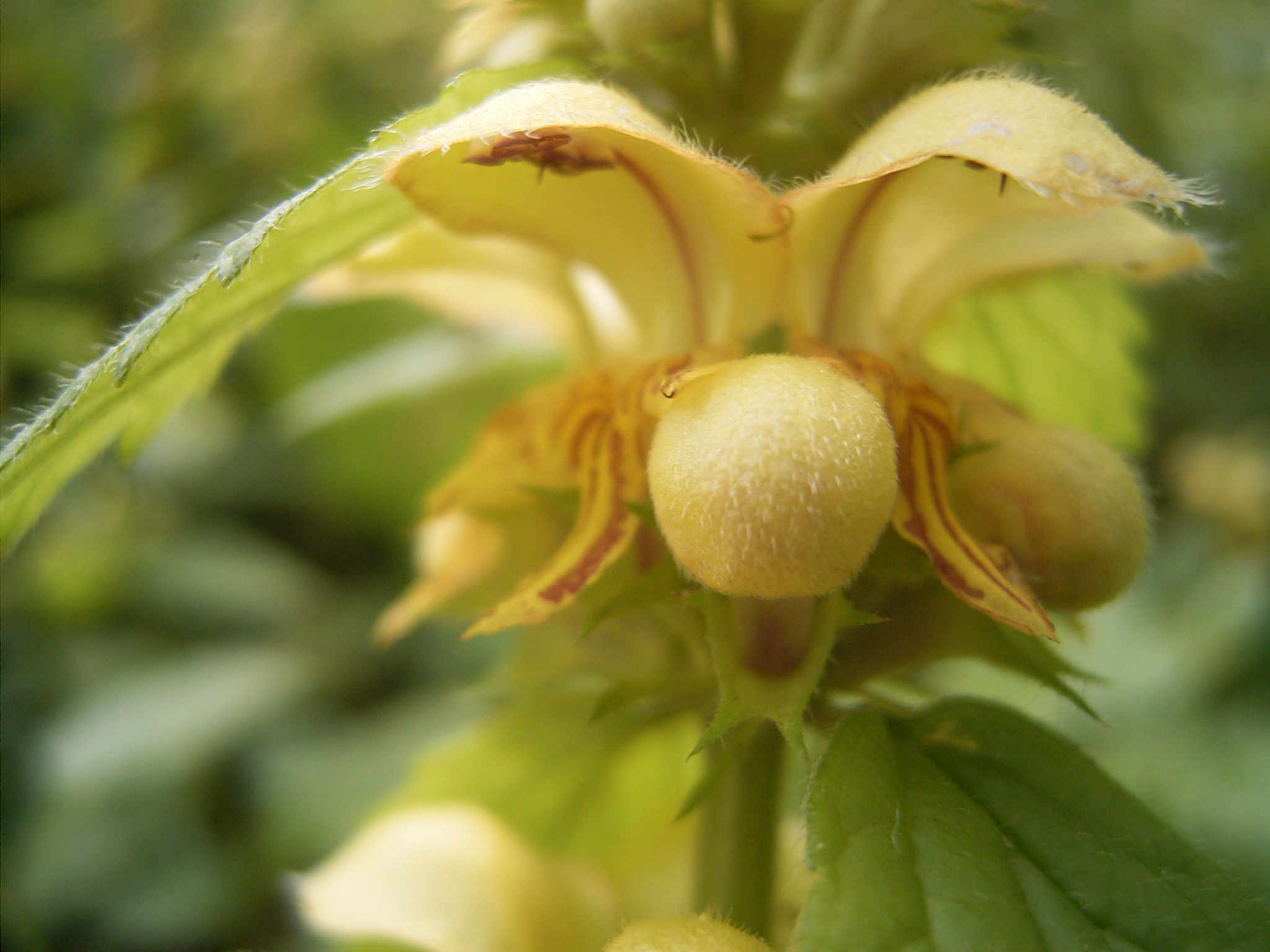
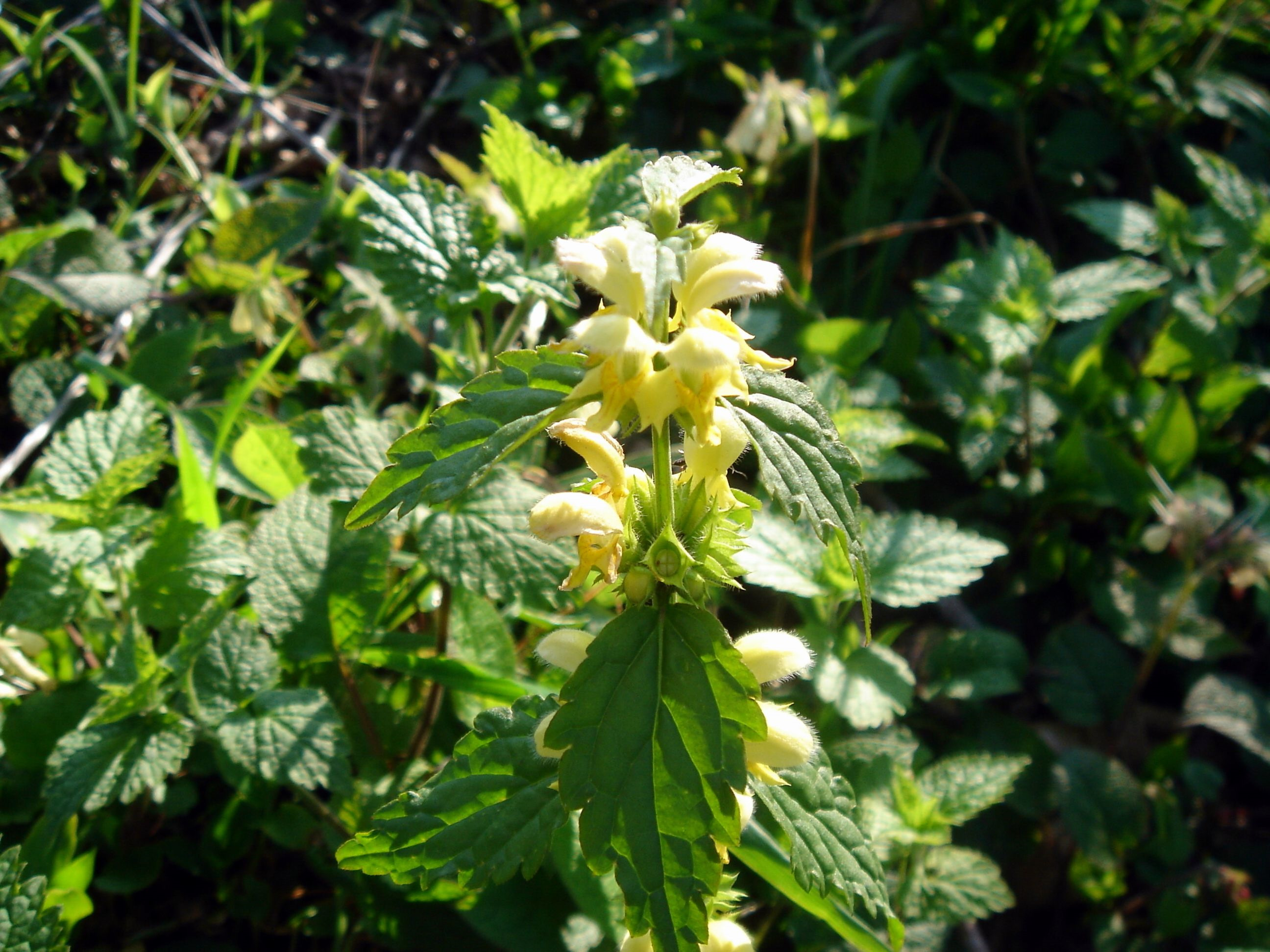
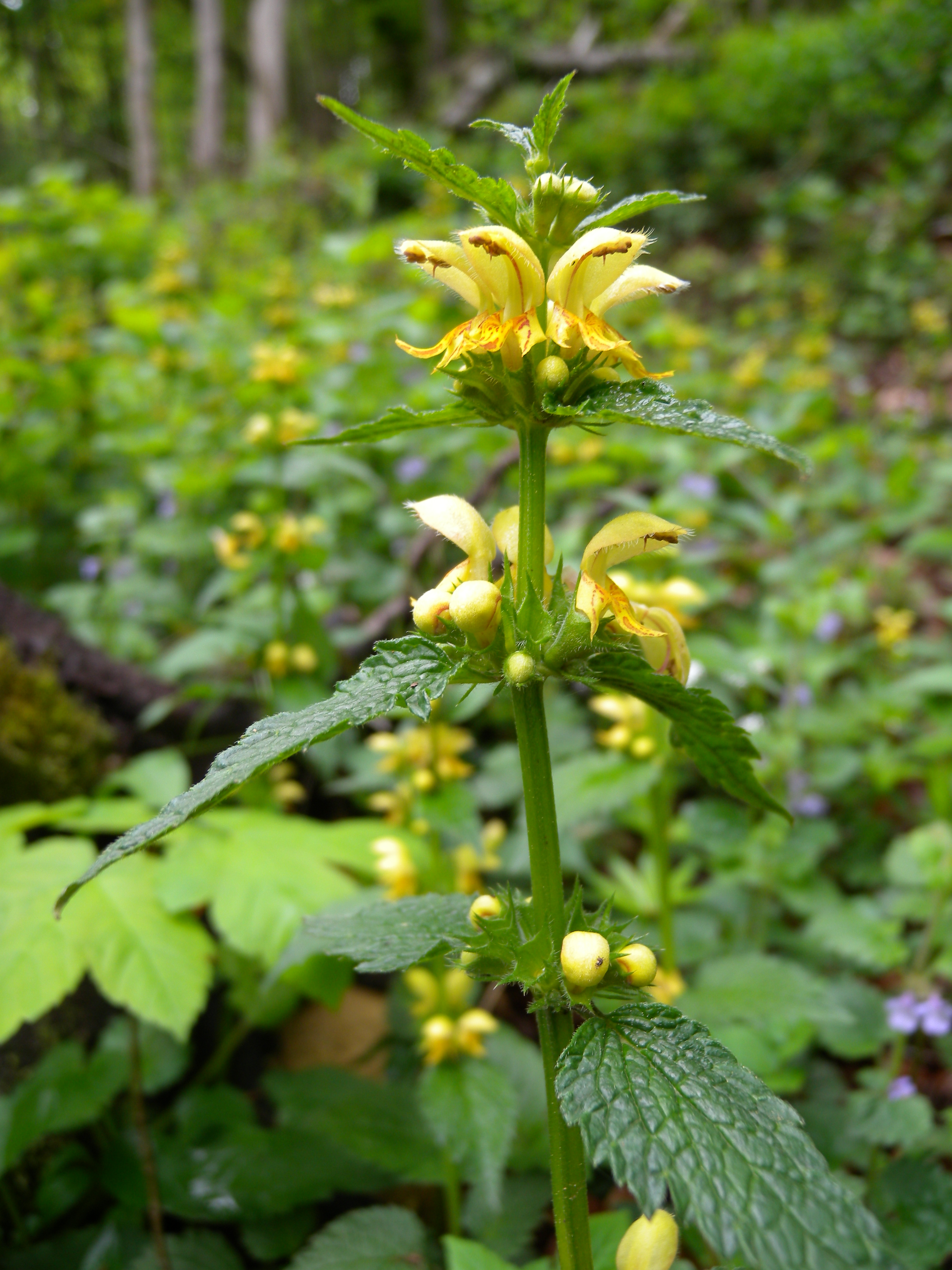
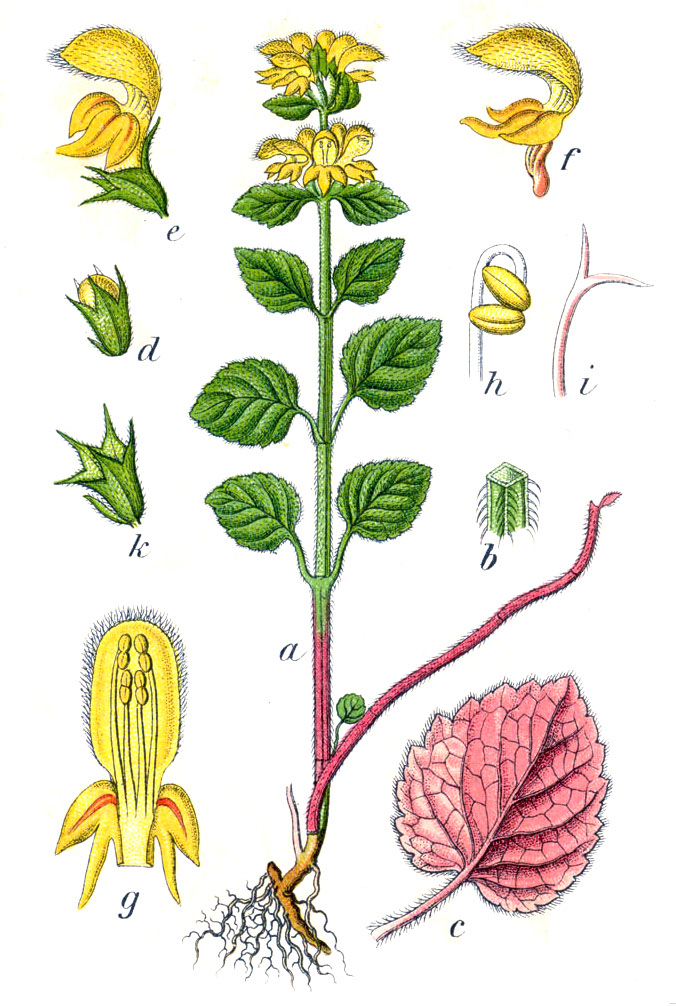
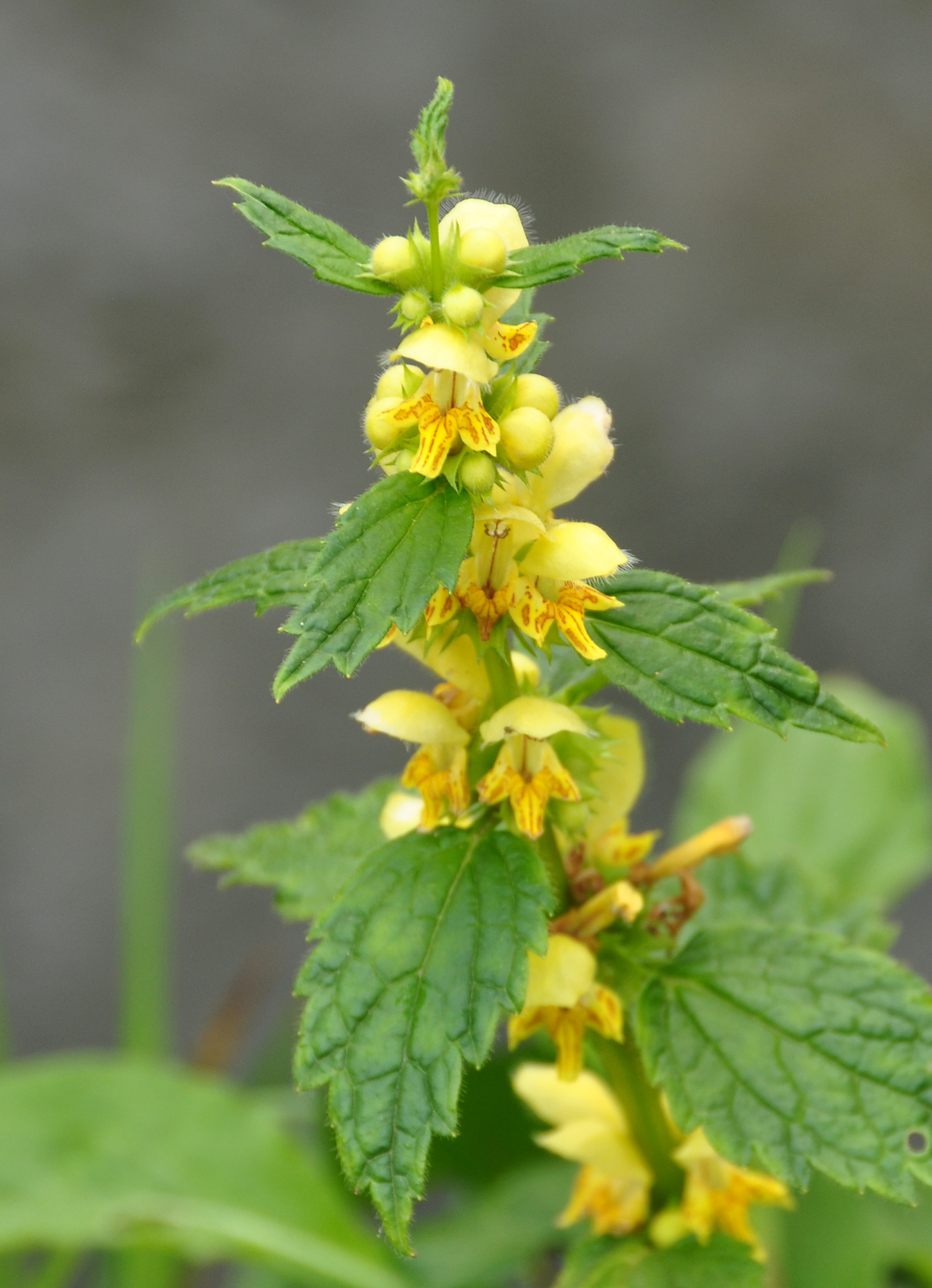
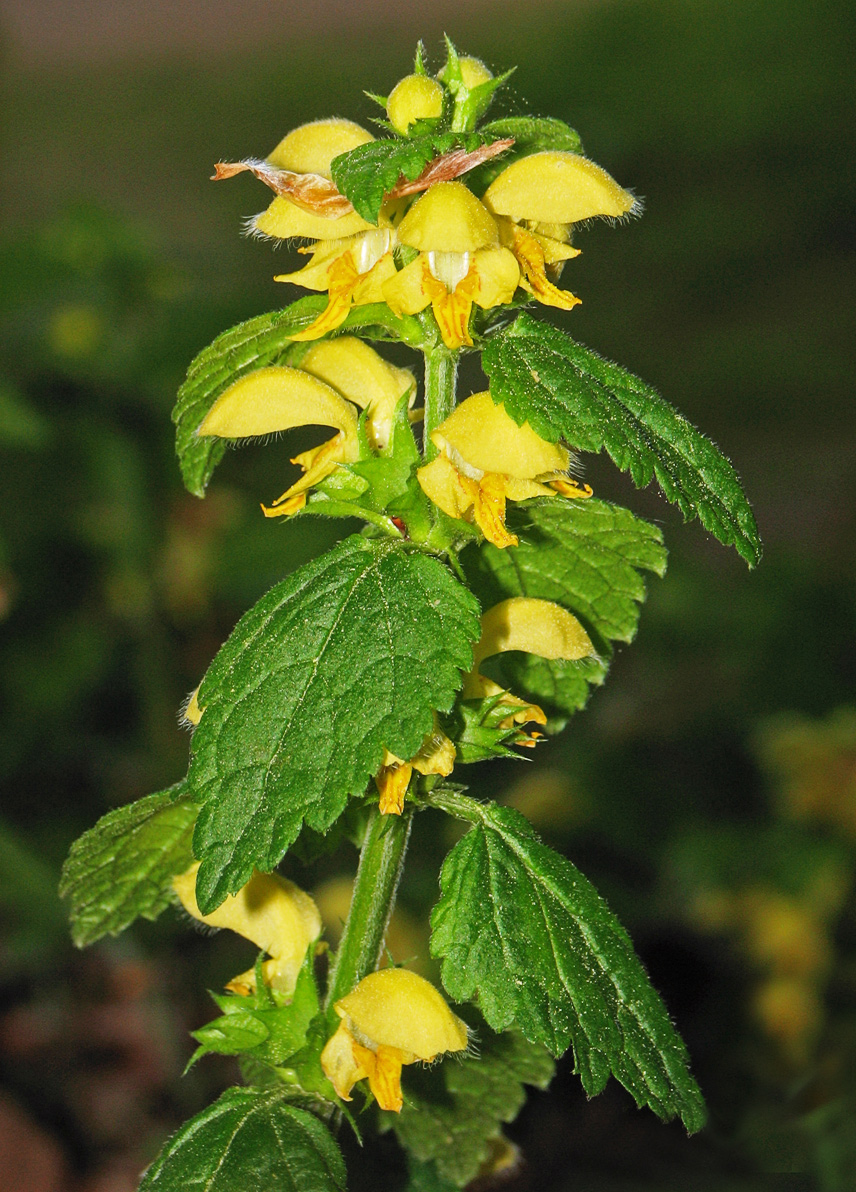